# 中国自行车运动协会
中国自行车运动协会是中华人民共和国自行车运动工作者和爱好者等组成的全国性体育组织，由中华全国体育总会领导，成立于1959年，会址位于北京市。